# 愛爾蘭共和國歷史
愛爾蘭首次成為獨立國家，是在1922年12月6日。那天起，它變成了英聯邦的自治領，即愛爾蘭自由邦。它的獨立接著革命時期而來，其以1916年的叛亂、1919年單方面分離主義政府的建立，以及愛爾蘭獨立戰爭揭開了序幕。愛爾蘭在1937年12月29日以現行的國名與憲法重新建國。